# مرشدات ليتوانيا
مرشدات ليتوانيا هي جمعية توجيهيه في ليتوانيا. حركة المرشدات بدأت في ليتوانيا في عام 1918، كانت محظورة من قبل السوفييت في عام 1940 وتم إعادة تشكيلها في عام 1989.
أصبحت الجمعية عضوا منتسبا للجمعية العالمية للمرشدات وفتيات الكشافة في عام 2008. والجمعية للفتيات فقط ولديها نحو 1300 عضوا (اعتبارا من 2005).